# Oncocnemis fuscopicta
Oncocnemis fuscopicta là một loài bướm đêm trong họ Noctuidae.